# Final de Ascenso 1999-00
La Final de Ascenso 1999-00 fue la cuarta edición de dicho torneo. El Irapuato se consagró campeón de este torneo el tras lograr el bicampeonato de los torneos Invierno 1999 y Verano 2000 respectivamente, de la llamada Primera División 'A', ahora llamada Liga de Ascenso.

## Sistema de competición
Disputarán el ascenso a la Primera División los campeones de los Torneos Invierno 1999 y Verano 2000. El Club con mayor número de puntos en la Tabla General de Clasificación de la Temporada 1999-2000, (tabla que suma los puntos obtenidos por los Clubes participantes durante ambos Torneos) y tomando en cuenta los criterios de desempate establecidos en el reglamento de competencia, será el que juegue como local el partido de vuelta, eligiendo el horario del mismo.
El Club vencedor de la Final de Ascenso a la Primera División será aquel que en los dos partidos anote el mayor número de goles, criterio conocido como marcador global. Si al término del tiempo reglamentario el partido está empatado, se agregarán dos tiempos extras de 15 minutos cada uno. De persistir el empate en estos periodos, se procederá a lanzar tiros penales, hasta que resulte un vencedor.
Si el Club vencedor es el mismo en los dos Torneos, se producirá el ascenso automáticamente.

## Información de los equipos
| Equipo   | Entrenador           | Estadio            | Ciudad               | Capacidad |
| -------- | -------------------- | ------------------ | -------------------- | --------- |
| Irapuato | Juan Álvarado Martín | Sergio León Chávez | Irapuato, Guanajuato | 28 500    |

| Campeón de Ascenso 1999-00     |
| ------------------------------ |
|                                |
| Irapuato                       |
| 1° Título                      |
| Asciende a la Primera División |